# مدلین برنو
مدلین برنو (انگلیسی: Madelynn Bernau؛ زادهٔ ۱ ژوئن ۱۹۹۸) تیرانداز زن اهل ایالات متحده آمریکا است.
وی در مسابقات کشوری و بین‌المللی در مجموع برندهٔ ۱ مدال برنز شده‌است.